# Драммонд, Флора
Флора МакКинон Драммонд — британская суфражистка, прозванная «Генералом» за привычку возглавлять марши за права женщин в военной форме «с офицерской фуражкой и эполетами», верхом на большой лошади. Как член Женского социального-политического союза (WSPU), девять раз была арестована за активное участие в женском избирательном движении, где она руководила организацией митингов, маршей и демонстраций, а также считалась опытным и вдохновляющим оратором, способного с лёгкостью подавлять хеклеров.

## Ранние годы
Флора МакКиннон Гибсон родилась в Манчестере у Сары (урожденной Кук) и Фрэнсиса Гибсона. Её отец был портным, и пока Флора была ещё маленьким ребёнком, семья переехала в Пирнмилл на острове Арран, на родину матери. После окончания средней школы в возрасте четырнадцати лет Флора переехала в Глазго, чтобы пройти бизнес-курсы в школе гражданской службы. Она получила достаточную квалификацию, чтобы получить должность почтмейстера, но ей было отказано из-за её роста — 5 футов 1 дюйм (1,55 м) при введённых минимальных требованиях 5 футов 2 дюйма (1,57 м).
Флора продолжила обучение в Обществе искусств стенографии и машинописи, но не смогла смириться с проявлениями дискриминации, когда женщины были лишены права состояться в профессии по такой сомнительной причине, как недостаточный рост. После замужества, она с супругом Джозефом Драммондом вернулась в родной город, где они активно участвовали в деятельности Фабианского общества и Независимой Лейбористской партии.

## Политический активизм
Флора Драммонд присоединилась к WSPU в 1906 году. После встречи с избирателями, организованной Либеральной партией в Зале свободной торговли в Манчестере, Кристабель Панкхёрст и Энни Кенни были арестованы и заключены под стражу за давление на кандидата Уинстона Черчилля, которое заключалось в вопросе: «Если вы будете избраны, сделаете ли вы всё возможное, чтобы на уровне правительства добиться избирательного права для женщин?». Когда обе женщины были освобождены, WSPU провела праздничный митинг в Манчестере, на котором присутствовала Флора, ставшая свидетелем их ареста, где её убедили присоединиться к движению. Вскоре после этого Флора переехала в Лондон и к концу 1906 года отбыла свой первый срок в Холлоуэе после ареста в Палате общин. Флора прославилась своими смелыми и захватывающими трюками, например, в 1906 году, когда она сумела проскользнуть в открытую дверь дома 10 по Даунинг-стрит, в то время, как её компаньонку Ирэн Миллер арестовывали за стук в дверь. А в 1908 году Флора наняла лодку, чтобы подойти к Вестминстерскому дворцу со стороны Темзы и поговорить с членами парламента, сидящими на террасе у реки.
Когда Мэри Филлипс, которая работала в отделении WSPU в Глазго, была освобождена из тюрьмы после отбытия самого длинного (3 месяца) срока, её встречала Флора Драммонд и другие суфражистки, с волынками, позируя в шотландке для фотографии под лозунгом «Ye Mauna Tramp on the Scotch Thistle Laddie». Таким образом, шотландские суфражистки сравнивали свою борьбу с восстанием Уильяма Уоллеса. Драммонд также встречала Кэтрин Корбетт и других, освобождённых после голодовки в тюрьме, арестованных после беспорядков на встрече Уинстона Черчилля в Данди.
Флора Драммонд была ключевым организатором митинга на Трафальгарской площади в октябре 1908 года, который привел к трехмесячному сроку в Холлоуэе вместе с Кристабель и Эммелин Панкхёрст за «подстрекательство к нападению на Палату общин». В качестве наказания женщинам предложили согласиться на подписку о невыезде и надлежащем поведении на 12 месяцев, вместо тюремного заключения, но все трое выбрали Холлоуэй. К моменту заключения Флора находилась на ранних сроках беременности, и после обморока её перевели в тюремную больницу, а после — досрочно освободили по причине плохого самочувствия. Когда Драммонд выходила из тюрьмы, Эммелин Панкхёрст нарушила «правило молчания», запрещавшее заключенным-суфражисткам разговаривать друг с другом, и крикнула: «Я рада, что теперь Вы сможете продолжить работу».
Драммонд получила специальную медаль «За доблесть» от WSPU.
В октябре 1909 года Драммонд была организатором первого масштабного марша в Эдинбурге в ответ на критический комментарий руководства WSPU, опубликованный в союзной газете Голоса для женщин. Он гласил: «Красивый, надменный, достойный, строгий Эдинбург, с вашим осторожным стойким народом, вы ещё не проснулись, чтобы принять участие в наших боевых действиях?». Темой марша стал слоган «Делали, делаем и будем делать», в котом участвовали женщины, несущие знамёна и играющие на волынке, одетые в рабочую одежду или представшие в образе исторических фигур Шотландии. Десятки тысяч людей вышли на улицы Эдинбурга, чтобы посмотреть на этот парад, и Edinburgh Evening Dispatch признало мероприяте успешным.
В 1913 году Драммонд и Энни Кенни организовали встречу представителей WSPU с ведущими политиками Дэвидом Ллойд Джорджем и сэром Эдуардом Греем. Встреча была с условием участия женщин-представителей рабочего класса. Они рассказали об ужасных условиях труда, несоизмеримых с его оплатой, а также поделились своей надеждой на то, что право голоса позволит им оспорить статус-кво демократическим путем. Элис Хокинс из Лестера рассказывала, что её коллеги-мужчины в качестве своего представителя могли выбрать только мужчину, а интересы женщин представлять было некому.
В мае 1914 года Драммонд и Нора Дакр Фокс (позже известная как Нора Элам) осаждали дома лорда Карсона и лорда Лансдауна, видных членов Ольстерского профсоюза. Женщины призывали к агрессивным действиям, направленным против Билля о самоуправлении, обсуждавшегося в парламенте. Драммонд и Дакр Фокс были вручены повестки с требованием предстать перед судом за «подстрекательские речи» и поощрение агрессии среди женщин. Их ответ журналистам, которые брали у них интервью, звучал примерно так: «Мы предполагали укрыться у лорда Карсона и лорда Лансдауна, которые также выступали с подстрекательскими речами и поощряли агрессию в Ирландии, и которые за это находятся под защитой властей». Позже в тот же день обе женщины предстали перед судом, были приговорены к тюремному заключению и доставлены в Холлоуэй, где они немедленно начали голодовку, и позже подверглись насильственному кормлению.

## Отказ от прямых действий
Условия содержания Драммонд в тюрьме, включая несколько голодовок, нанесли большой ущерб её здоровью, и в 1914 году она провела некоторое время на Арране, чтобы восстановить силы. А после возвращения в Лондон в начале Первой мировой войны сосредоточила свои усилия на публичных выступлениях и управлении, а не прямых действиях, таким образом избегая дальнейших арестов. Она оставалась видным участником движения, и в 1928 году на похоронах Эммелин Панкхёрст в процессии она следовала за покойной.
В 1930-х Драммонд организовала Женскую Гильдию Империи, противостоящую коммунизму и фашизму. Её бывший партнер по гражданским акциям Нора Элам, ставшая одним из ведущих членов Британского союза фашистов Мосли, написала язвительную заметку о Гильдии, назвав её антифашистским цирком, а бывшую подругу описав как «потухший вулкан».
Флора и Джозеф Драммонд развелись в 1922 году, а позже в том же году она вышла замуж за двоюродного брата, Алана Симпсона. Алан был убит во время воздушного налета в 1944 году. Флора умерла в 1949 году после инсульта в возрасте 70 лет.

## Признание
Её имя и фотография (а также 58 других сторонников женского избирательного права) выгравированы на постаменте статуи Миллисент Фоссет на Парламентской площади в Лондоне, открытой в 2018 году.